# Alsodes kaweshkari
Alsodes kaweshkari är en groddjursart som beskrevs av Formas, Cuevas och Jose J. Nuñez 1998. Alsodes kaweshkari ingår i släktet Alsodes och familjen Cycloramphidae. IUCN kategoriserar arten globalt som otillräckligt studerad. Inga underarter finns listade i Catalogue of Life.